# Castello di Catabbio
Il castello di Catabbio si trova nella parte meridionale del territorio comunale di Semproniano, sulla strada che unisce Catabbio alla località Scalabrelli.

## Storia
Il castello venne costruito nel corso del XII secolo dalla famiglia Aldobrandeschi.
Alla fine del Duecento, il complesso venne ereditato dagli Orsini di Pitigliano, entrando così a far parte della loro contea, senza però rimanervi per lungo tempo.
Infatti, agli inizi del Quattrocento, i Senesi riuscirono ad espugnare la fortificazione che, nei decenni successivi, fu al centro di lotte e contese che portarono ad un saccheggio del castello agli inizi del Cinquecento.
Divenuto completamente inagibile e perduta l'importanza assunta nei secoli precedenti, fu decisa la costruzione di una villa fortificata per i vescovi di Sovana, che iniziarono ad utilizzarla come residenza estiva.
La costruzione del nuovo fabbricato vide l'impiego dei materiali di recupero in pietra provenienti dal castello oramai distrutto; l'ala meridionale del complesso è ciò che rimane dell'originario complesso medievale.
La struttura rimase a disposizione dei vescovi sovanesi fino alla fine del Seicento, epoca in cui fu decisa la vendita. Da allora, il complesso è rimasto sempre di proprietà privata; attualmente vi è ospitata una fattoria.

## Descrizione
Il castello di Catabbio conserva gli originari elementi medievali soltanto nella parte meridionale del complesso.
Il rimanente corpo di fabbrica principale, e quelli secondari ad esso addossati, presentano strutture murarie in pietra, con porte e finestre che richiamano gli elementi stilistici tardorinascimentali e cinquecenteschi; l'intero fabbricato si articola su 3 livelli.